# Паскаль, Жаклин
Жакли́н Паска́ль (фр. Jacqueline Pascal; 4 октября 1625, Клермон-Ферран — 4 октября 1661, Париж) — французская поэтесса, религиозный деятель Франции XVII века, сестра Блеза Паскаля, монахиня монастыря Пор-Рояль.

## Биография

### Детские годы. Париж
Младшая дочь в семье Этьена Паскаля и Антуанетты Бегон. По воспоминаниям старшей сестры Жильберты, с детства отличалась умом и приятным нравом. В возрасте шести лет, услышав, как Жильберта читала вслух стихи, попросила преподавать ей чтение с помощью поэзии. Жаклин, не проявлявшая ранее интереса к учёбе, запоминала наизусть стихотворные произведения и старалась говорить в рифму. Познакомившись с правилами стихосложения, в восемь лет она начала писать стихи, а в одиннадцать написала пятиактную комедию. В тринадцать лет написала сонет по поводу долгожданной беременности королевы Анны Австрийской (1638). Парижские соседи Паскалей, супруги Моранжис, познакомившись с произведением юной поэтессы, решили представить её королеве. Девочка произвела впечатление на придворных и королеву своими находчивыми ответами на вопросы, которыми осыпали её, и несколькими стихотворными импровизациями. Жаклин, представленная также Людовику XIII, часто бывала при дворе и ей было разрешено обслуживать королеву во время её уединённых обедов. В том же году выходит сборник стихов Жаклин («Стихотворения маленькой Паскаль»).
В марте 1638 года после того, как канцлер Сегье по указу Ришельё сократил на четверть ренты, рантьеры собрались в парижской магистратуре, чтобы высказать своё недовольство. Этьен Паскаль был среди рантьеров, и на него пало подозрение в подстрекательстве. Паскалю-старшему вместе с тремя другими подозреваемыми грозило заключение в Бастилию. Считая себя невиновным, он тем не менее покинул дом и нашёл убежище у своих друзей сначала в Париже, потом — в Клермон-Ферране. Ни королева, ни король ничем не могли помочь Паскалю, за которого просили друзья. В начале 1639 года Ришельё, сам писавший время от времени драматические произведения, попросил свою племянницу, герцогиню д'Эгийон, подобрать детей для постановки любовной комедии мадемуазель де Скюдери. Герцогиня посоветовала Жильберте разрешить младшей сестре участие в спектакле. Спектакль «Тираническая любовь», поставленный во дворце герцогини, имел шумный успех. После окончания представления Жаклин обратилась к Ришельё с мадригалом собственного сочинения и просила кардинала разрешить отцу возвратиться в Париж. Опала Этьена Паскаля закончилась. Он получил должность интенданта, — представителя исполнительной власти, ограничивавшего власть местных губернаторов, судей и финансистов, — в Нормандии.

### Руан
В конце 1639 года Паскали переезжают в Руан. По воспоминаниям сестры, Жаклин имела успех в местном высшем обществе, но «она баловалась, как ребёнок, и играла с куклами. Мы упрекали её за это и не без труда заставляли оставить эти детскости…» В декабре 1640 года Пьер Корнель, познакомившийся с Паскалями через актёра Мондори, предложил Жаклин участие в поэтическом празднестве в честь Пресвятой Богородицы. Этот конкурс устраивался ежегодно в Руане с XV века. Жаклин за свои стансы получает главный приз — «Серебряную башню». В день награждения её не было в Руане, и слова благодарности за Жаклин произнёс Корнель. Поклонники неоднократно делали предложения Жаклин, но, по разным причинам, они отвергались. Девушка не проявляла ни склонности, ни отвращения к супружеству и во всём слушалась отца, к которому была сильно привязана. Была она далека и от набожности, считая, по словам сестры, что «монастырский образ жизни не способен удовлетворить рассудительный ум». В январе 1646 года Этьен Паскаль опасно вывихнул ногу. Его лечили два брата-хирурга, поселившиеся на время болезни Этьена в доме Паскалей. Братья познакомили Паскалей с новым религиозным направлением в католицизме — янсенизмом и сочинениями Янсения, Сен-Сирана, Арно. Больше всех идеями янсенизма проникся Блез. Под влиянием брата, Жаклин отказала очередному жениху и решила уйти в монастырь.

### Пор-Рояль
В 1647 году Блез для поправки здоровья приезжает в Париж, его сопровождает младшая сестра. Они посещают проповеди А. Сенглена, духовного наставника обитателей Пор-Рояля и изучают теологические труды. Жаклин помогает брату, у которого в это время обострились его болезни, становится его сиделкой и секретарём. Блез поддерживает решение Жаклин стать монахиней и берёт на себя переговоры с отцом. Решение дочери застало Этьена Паскаля врасплох, он противится её желанию и запрещает Блезу и Жаклин посещать Пор-Рояль. Жаклин остаётся верна своему выбору. Тайком она ведёт переписку с Пор-Роялем, живёт в полном затворничестве, оборвав прежние знакомства. Настойчивость дочери убеждает Этьена, но, не в силах расстаться с ней, он ставит условие: Жаклин уйдёт в монастырь только после его смерти. Девушка ведёт суровую и уединённую жизнь, занимается благотворительностью. Она оставляет занятия поэзией. 24 сентября 1651 года Этьен Паскаль скончался. После смерти отца уже Блез противится пострижению Жаклин, боясь остаться в одиночестве. 4 января 1652 года Жаклин тайно, чтобы не расстраивать брата сценами прощания, уходит в Пор-Рояль. «Не мешайте тем, кто делает доброе, и если вы не имеете силы последовать за мною, то, по крайней мере, не удерживайте меня, прошу вас, не разрушайте того, что вы же и построили», — обратилась она к Блезу уже из Пор-Рояля. Обряд пострижения Жаклин состоялся 5 июня 1653 года, она получила имя Сент-Евфимии и принесла монастырю большую часть своего наследства.
Летом 1654 года Паскаль, почувствовав разочарование в людях, с которыми прежде общался, разрывает все светские отношения, намереваясь изменить свою жизнь. Он испытывает чувство сожаления, что несколько лет назад не внял призыву Янсения и не победил в себе жажду знания, честолюбие. Паскаль часто навещает сестру в Пор-Рояле и в долгих беседах раскрывает своё душевное смятение, делится своими сомнениями. Жаклин горячо поддерживала его в решении отказаться от светской жизни и беспокоилась, что брат слишком независим, не терпит подчинения, не торопится с выбором духовника.
Поначалу в монастыре Жаклин выполняла простую физическую работу, впоследствии в её обязанности вошло воспитание детей в янсенистских школах. Она с увлечением занялась педагогикой, составила специальный школьный устав, знакомилась с помощью брата с методом облегчённого обучения чтению маленьких детей. С 1654 года в Пор-Рояле под её опекой воспитывались племянницы, дочери Жильберты, — Жаклин и Маргарита Перье. Избавление племянницы Маргариты от тяжёлого недуга заставило Жаклин в последний раз обратиться к поэзии: она во всех подробностях описала «чудо Святого Терния» (фр. miracle de la Sainte-Épine).
Вместе с аббатисой Анжеликой Арно сестра Сент-Евфимия активно выступала против подписания формуляра, принуждавшего монахинь к осуждению янсенизма. Из загородного Пор-Рояля в парижский она писала: «Я знаю, что не дело монахинь выступать на защиту истины! Но коль скоро епископы оказались робкими, словно женщины, то женщины должны обрести в себе смелость епископов; и, если мы не можем защитить истину, мы можем умереть за неё и скорее выстрадать всё, нежели покинуть истину».
В июне 1661 года парижские викарии составили указ, который, ничего не меняя в тексте формуляра, обходил наличие пяти осуждённых папой положений в учении Янсения молчанием. (Позднее он был отклонён королевским советом). С этим рядом оговорок формуляр подписала и Жаклин Паскаль. Нервное потрясение, перенесённое ею в связи с событиями, разыгравшимися вокруг общины, в значительной степени повлияло на её здоровье. Жаклин Паскаль умерла 4 октября 1661 года в возрасте тридцати шести лет.